# Cédric Mouret
Pour les articles homonymes, voir Mouret.
Cédric Mouret est un footballeur français né le 26 mars 1978 à Avignon (Vaucluse). Il est milieu de terrain.

## Biographie
Formé à l'AS Cannes, Cédric Mouret joue 62 matchs en Division 1 et 27 matchs en Division 2.
Grand espoir du football français, une grosse blessure vient littéralement briser sa carrière.

## Carrière
- 1995- janvier 1998 :  AS Cannes
- janvier 1998-2001 :  Olympique de Marseille
- 1999-2000 :  AS Nancy-Lorraine (prêt)
- 2001-2004 :  FC Istres
- 2004-2005 :  Stade raphaëlois
- 2005-2007 :  FC Martigues
- 2007-2008 :  Avignon Football 84[1]

## Palmarès
- Vainqueur de la Coupe Gambardella en 1995 avec l'AS Cannes
- Vainqueur du Championnat d'Europe des moins de 19 ans 1996 avec l'équipe de France
- Champion de CFA (Groupe B) en 2006 avec Martigues